# Lista najwyższych krzyży
Lista najwyższych krzyży – lista przedstawiająca zestawienie największych krzyży na świecie, które mają przynajmniej 20 metrów wysokości.

## Najwyższe krzyże
| Lp. | Nazwa                                                                     | Kraj                 | Miejsce                                        | Wysokość [m] | Rok zakończenia budowy | Zdjęcie |
| --- | ------------------------------------------------------------------------- | -------------------- | ---------------------------------------------- | ------------ | ---------------------- | ------- |
| 1   | Valle de los Caídos                                                       | Hiszpania            | San Lorenzo de El Escorial                     | 150 m        | 1959                   |         |
| 2   | Dambana ng Kagitingan                                                     | Filipiny             | Pilar, Bataan                                  | 95 m         | 1970                   |         |
| 3   | Cruz del Tercer Milenio                                                   | Chile                | Coquimbo                                       | 92 m         | 2001                   |         |
| 4   | Cross of Sanctuary of San Miguel Archangel                                | Brazylia             | Bandeirantes                                   | 81 m         | 2017                   |         |
| 5   | Radio Relay Tower of Radio Vatican Transmission Center                    | Włochy               | Santa Maria di Galeria                         | 78 m         | 1957                   |         |
| 6   | Cross of All Nations                                                      | Liban                | Baskinta                                       | 73,8 m       | 2010                   |         |
| 7   | Cross of All People                                                       | Brazylia             | Divinópolis                                    | 73,8 m       |                        |         |
| 8   | Montemorelos Cross                                                        | Meksyk               | Montemorelos                                   | 73 m         | 2021                   |         |
| 9   | Branson Cross                                                             | Stany Zjednoczone    | Branson, Missouri                              | 66,4464 m    | 2018                   |         |
| 10  | Skopje Millenium Cross                                                    | Macedonia Północna   | Skopje                                         | 66 m         | 2011                   |         |
| 11  | Bell Tower of Lakeuden Risti Church                                       | Finlandia            | Seinäjoki                                      | 65,2 m       | 1960                   |         |
| 12  | Great Cross                                                               | Stany Zjednoczone    | St. Augustine, Florida                         | 63,4 m       | 1966                   |         |
| 13  | El Glorioso Cristo de Chiapas                                             | Meksyk               | Copoya, Municipio de Tuxtla Gutiérrez, Chiapas | 62 m         | 2011                   |         |
| 14  | Cross of Ridge Assembly of God                                            | Stany Zjednoczone    | Davenport, Flordya                             | 60,96 m      |                        |         |
| 15  | Haughton Cross                                                            | Stany Zjednoczone    | Haughton, Louisiana                            | 60,65 m      | 2009                   |         |
| 16  | Cross at First Baptist Church of Central Florida                          | Stany Zjednoczone    | Orlando, Floryda                               | 60,65 m      | 2008                   |         |
| 17  | The Cross at the Crossroads                                               | Stany Zjednoczone    | Effingham, Illinois                            | 60,35 m      | 2001                   |         |
| 18  | Cross of Hope                                                             | Liban                | Ijdabra                                        | 60 m         |                        |         |
| 19  | Cross of Our Lord Jesus Christ                                            | Stany Zjednoczone    | Groom, Texas                                   | 57,91 m      | 1955                   |         |
| 20  | Skopje Aerodrom Cross                                                     | Macedonia Północna   | Skopje                                         | 56,5 m       | 2014                   |         |
| 21  | Cruz Monumental de El Arenal                                              | Meksyk               | El Arenal                                      | 55 m         | 2014                   |         |
| 22  | Central cross at Cross Church Pinnacle Hills                              | Stany Zjednoczone    | Rogers, Arkansas                               | 53,34 m      |                        |         |
| 23  | Basílica de la Virgen del Camino Cross                                    | Hiszpania            | León                                           | 53 m         | 1961                   |         |
| 24  | Meskel Cross                                                              | Etiopia              | Mekelle, Tigraj                                | 52 m         | 2017                   |         |
| 25  | Sagemont Church Cross                                                     | Stany Zjednoczone    | Houston, Texas                                 | 51,82 m      | 2009                   |         |
| 26  | Central cross at Cross Church Pinnacle Hills                              | Stany Zjednoczone    | Rogers, Arkansas                               | 50,29 m      |                        |         |
| 27  | Cross of Sanctuary of Our Lady of Lourdes and Praise                      | Brazylia             | Ituporanga                                     | 50 m         |                        |         |
| 28  | Artsakh Cross                                                             | Azerbejdżan          | Dashushen                                      | 50 m         | 2017                   |         |
| 29  | Edmond Cross                                                              | Stany Zjednoczone    | Edmond, Oklahoma                               | 49,7 m       | 1996                   |         |
| 30  | Krzyż III Tysiąclecia                                                     | Polska               | Ropczyce                                       | 47 m         | 2006                   |         |
| 31  | Drokino Hill Cross                                                        | Rosja                | Krasnojarsk                                    | 47 m         | 2019                   |         |
| 32  | Large Cross at Bellevue Baptist Church                                    | Stany Zjednoczone    | Cordova, Tennessee                             | 45,72 m      | 1999                   |         |
| 33  | Large cross of Bethany World Prayer Center                                | Stany Zjednoczone    | Baton Rouge, Luizjana                          | 45,72 m      |                        |         |
| 34  | Large cross of Restoration Fellowship Church                              | Stany Zjednoczone    | Strasburg, Wirginia                            | 45,72 m      |                        |         |
| 35  | Krzyż milenijny                                                           | Polska               | Boguszów-Gorce                                 | 45 m         | 2000                   |         |
| 36  | Charles-de-Gaulle Memorial                                                | Francja              | Colombey-les-Deux-Églises                      | 44,3 m       | 1972                   |         |
| 37  | Central cross at Cross Church Pinnacle Hills                              | Stany Zjednoczone    | Rogers, Arkansas                               | 44,2 m       |                        |         |
| 38  | Gora Qabaristan Cross                                                     | Pakistan             | Karaczi                                        | 42,7 m       | 2015                   |         |
| 39  | La Cruz de La Capilla Ecuménica de La Paz                                 | Meksyk               | Acapulco, Guerrero                             | 42 m         | 1970                   |         |
| 40  | Pomnik Poległych Stoczniowców 1970                                        | Polska               | Gdańsk                                         | 42 m         | 1980                   |         |
| 41  | Crucea din Muntenii de Sus                                                | Rumunia              | Muntenii de Sus                                | 42 m         | 2017                   |         |
| 42  | Sanktuarium Chrystusowego Krzyża i Matki Bożej Królowej Pokoju na Liwoczu | Polska               | Brzyska                                        | 41 m         |                        |         |
| 43  | Pilgerkreuz Veitsch                                                       | Austria              | Veitsch                                        | 40 m         | 2004                   |         |
| 44  | Danube Park Papal Cross                                                   | Austria              | Wiedeń                                         | 40 m         | 1983                   |         |
| 45  | Cross of Sanctuary of Saint Pio of Pietrelcina                            | Włochy               | San Giovanni Rotondo                           | 40 m         | 2004                   |         |
| 46  | Păun Trinitas Cross                                                       | Rumunia              | Păun                                           | 40 m         | 2006                   |         |
| 47  | Krzyż Milenijny                                                           | Polska               | Ujazd                                          | 40 m         | 2002                   |         |
| 48  | Kobayat Cross                                                             | Liban                | Kobayat                                        | 40 m         | 2013                   |         |
| 49  | Crucea comemorativă a eroilor români din Primul Război Mondial            | Rumunia              | Caraiman Creek                                 | 39,3 m       | 1928                   |         |
| 50  | Cross of Chillán Cathedral                                                | Chile                | Chillán                                        | 39 m         | 1950                   |         |
| 51  | Gardendale Baptist Church Cross                                           | Stany Zjednoczone    | Gardendale, Alabama                            | 38,1 m       | 2010                   |         |
| 52  | Large cross of Chattanooga Crossing Church                                | Stany Zjednoczone    | Chattanooga, Tennessee                         | 38,1 m       |                        |         |
| 53  | Hammond Mission Church Cross                                              | Stany Zjednoczone    | Hammond, Luizjana                              | 38,1 m       |                        |         |
| 54  | Joseph Cross                                                              | Niemcy               | Stolberg                                       | 38 m         | 1896                   |         |
| 55  | Cruz del Ávila                                                            | Wenezuela            | Caracas                                        | 37 m         | 1982                   |         |
| 56  | Krzyż Papieski                                                            | Polska               | Krosno                                         | 37 m         | 1997                   |         |
| 57  | Limanowski Krzyż                                                          | Polska               | Limanowa                                       | 37 m         | 1999                   |         |
| 58  | Santa Cruz de Calvillo                                                    | Meksyk               | Calvillo                                       | 37 m         | 2020                   |         |
| 59  | Central cross of Bethany World Prayer Center                              | Stany Zjednoczone    | Baton Rouge, Luizjana                          | 36,58 m      |                        |         |
| 60  | Central cross of Restoration Fellowship Church                            | Stany Zjednoczone    | Strasburg, Wirginia                            | 36,58 m      |                        |         |
| 61  | Batesville Cross                                                          | Stany Zjednoczone    | Batesville, Mississippi                        | 36,58 m      | 2017                   |         |
| 62  | Cross at Moffley Hill                                                     | Kanada               | Sault Ste. Marie, Ontario                      | 36,57 m      | 1960                   |         |
| 63  | Central cross at Bellevue Baptist Church                                  | Stany Zjednoczone    | Cordova, Tennessee                             | 36,57 m      | 1999                   |         |
| 64  | Cross of Family Worship Center                                            | Stany Zjednoczone    | Cairo, Georgia                                 | 36,57 m      | 2022                   |         |
| 65  | Dublin Papal Cross                                                        | Irlandia             | Dublin                                         | 35,36 m      | 1979                   |         |
| 66  | Krzyż na Chrobaczej Łące                                                  | Polska               | Bielsko-Biała                                  | 35 m         | 2002                   |         |
| 67  | Romanian People’s Salvation Cross                                         | Mołdawia             | Nisporeni                                      | 35 m         | 2011                   |         |
| 68  | Cruceta del Vigía                                                         | Stany Zjednoczone    | Ponce, Puerto Rico                             | 34 m         | 1984                   |         |
| 69  | Bald Knob Cross                                                           | Stany Zjednoczone    | Alto Pass, Illinois                            | 33,83 m      | 1963                   |         |
| 70  | Catfish House Giant Cross                                                 | Stany Zjednoczone    | Florence, Missouri                             | 33,53 m      | 2015                   |         |
| 71  | Lake City Cross                                                           | Stany Zjednoczone    | Lake City                                      | 33,53 m      | 2016                   |         |
| 72  | Wichita Immanuel Baptist Church Cross                                     | Stany Zjednoczone    | Wichita, Kansas                                | 33,53 m      |                        |         |
| 73  | Hum Hill Millenium Cross                                                  | Bośnia i Hercegowina | Mostar                                         | 33 m         | 2002                   |         |
| 74  | Krzyż Jubileuszowy na Przełęczy Rędzińskiej                               | Polska               | Przełęcz Rędzińska                             | 33 m         | 2000                   |         |
| 75  | Pomnik poległych górników KWK „Wujek”                                     | Polska               | Katowice                                       | 33 m         | 2000                   |         |
| 76  | Artashavan Holy Cross                                                     | Armenia              | Artaszawan                                     | 33 m         |                        |         |
| 77  | St. John Paul II Parish Chapel                                            | Litwa                | Šilainiai, Kowno                               | 33 m         | 2019                   |         |
| 78  | Krzyż milenijny                                                           | Polska               | Wilczy Las                                     | 32 m         | 2000                   |         |
| 79  | Krzyż milenijny                                                           | Polska               | Stara Wieś                                     | 31,5 m       | 2000                   |         |
| 80  | Mount Davidson Cross                                                      | Stany Zjednoczone    | San Francisco, Kalifornia                      | 31,39 m      | 1934                   |         |
| 81  | Mount Royal Cross                                                         | Kanada               | Montreal                                       | 31,4 m       | 1924                   |         |
| 82  | Piatra Fântânele Cross                                                    | Rumunia              | Bistrița                                       | 31 m         |                        |         |
| 83  | Caryville Cross                                                           | Stany Zjednoczone    | Caryville, Tennessee                           | 30,94 m      | 2003                   |         |
| 84  | Krzyż na Bruszni                                                          | Polska               | Kielce                                         | 31 m         | 2001                   |         |
| 85  | Hunter’s Chapel Holy Church Cross                                         | Stany Zjednoczone    | Lasper, Alabama                                | 30,48 m      |                        |         |
| 86  | Inspiration Network City of Lights Campus Cross                           | Stany Zjednoczone    | Charlotte, Karolina Północna                   | 30,48 m      |                        |         |
| 87  | Ballinger Cross                                                           | Stany Zjednoczone    | Ballinger, Teksas                              | 30,48 m      | 1993                   |         |
| 88  | Calvary Church Cross                                                      | Stany Zjednoczone    | Springfield, Illinois                          | 30,48 m      | 2015                   |         |
| 89  | Pro-Life Millenium Cross                                                  | Kanada               | Aberdeen, Saskatchewan                         | 30,48 m      | 2005                   |         |
| 90  | Central cross of Chattanooga Crossing Church                              | Stany Zjednoczone    | Chattanooga, Tennessee                         | 30,48 m      |                        |         |
| 91  | Cruz Cerro Philippi                                                       | Chile                | Puerto Varas                                   | 30 m         |                        |         |
| 92  | Perchiu Hill Hero Cross                                                   | Rumunia              | Onesti                                         | 30 m         | 1980                   |         |
| 93  | Krzyż Milenijny                                                           | Polska               | Radziechowy                                    | 30 m         | 1999                   |         |
| 94  | Krzyż na Bruszni                                                          | Polska               | Kielce                                         | 31 m         | 2001                   |         |
| 95  | Svartberget Cross                                                         | Szwecja              | Hassela                                        | 30 m         | 2011                   |         |
| 96  | Cruz Celestial de Xicotepec                                               | Meksyk               | Xicotepec                                      | 30 m         | 2018                   |         |
| 97  | Kreuzberg Cross                                                           | Niemcy               | Bischofsheim                                   | 30 m         | 2014                   |         |
| 98  | Cevo Pope Cross                                                           | Włochy               | Cevo                                           | 29,87 m      | 1998                   |         |
| 99  | Jakobskreuz                                                               | Austria              | St. Jakob in Haus                              | 29,6 m       | 2014                   |         |
| 100 | Fort Jefferson Memorial Cross                                             | Stany Zjednoczone    | Wickliffe, Kentucky                            | 28,96 m      | 1999                   |         |
| 101 | Graniteville Cemetery Cross                                               | Stany Zjednoczone    | Graniteville, South Carolina                   | 28,04 m      | 2015                   |         |
| 102 | Wilzenberg Cross                                                          | Niemcy               | Schmallenberg                                  | 28 m         | 2015                   |         |
| 103 | St. Louis Grace Church Cross                                              | Stany Zjednoczone    | St. Louis, Missouri                            | 27,43 m      |                        |         |
| 104 | Monumentul Eroilor Bănățeni de pe Muntele Mic                             | Rumunia              | Borlova                                        | 27 m         | 2004                   |         |
| 105 | Cruz de Tenglo                                                            | Chile                | Puerto Montt                                   | 25 m         |                        |         |
| 106 | Muncelu Cross                                                             | Rumunia              | Muncel                                         | 25 m         | 2012                   |         |
| 107 | Our Lady of the Sierras Cross                                             | Stany Zjednoczone    | Hereford, Arizona                              | 23 m         | 1998                   |         |
| 108 | Markbergkreuz                                                             | Niemcy               | Schönau an der Brend                           | 23 m         | 1998                   |         |
| 109 | Ostlandkreuz                                                              | Niemcy               | Geislingen an der Steige                       | 22,7 m       | 1950                   |         |
| 110 | Monumento a los peregrinos                                                | Meksyk               | Meksyk                                         | 22 m         |                        |         |
| 111 | Dealul lui In Cross                                                       | Rumunia              | Runcu                                          | 22 m         | 2017                   |         |
| 112 | Mount Amiata Cross                                                        | Włochy               | Amiata                                         | 22 m         | 1946                   |         |
| 113 | Croix du Nivolet                                                          | Francja              | Les Déserts, Auvergne-Rhône-Alpes              | 21,5 m       | 1909                   |         |
| 114 | Mount Macedon Memorial Cross                                              | Australia            | Mount Macedon, Victoria                        | 21 m         | 1995                   |         |
| 115 | Pomnik Ofiar Czerwca 1956                                                 | Polska               | Poznań                                         | 21 m         | 1981                   |         |
| 116 | Gura Ocniței Cross                                                        | Rumunia              | Gura Ocniței                                   | 21 m         | 2014                   |         |